# Avenue Paul-Marchandeau
L'avenue Paul-Marchandeau est une voie de la commune de Reims, située au sein du département de la Marne, en région Grand Est.

## Situation et accès
L'avenue d'Épernay appartient administrativement au Quartier Maison-Blanche - Sainte-Anne - Wilson à Reims.
Elle est à deux fois deux voies, à double sens et avec une piste cyclable et bordée d'arbres.

## Origine du nom
Elle porte le nom de l'avocat, journaliste, homme politique français et maire de Reims de 1925 à 1942 Paul Marchandeau.

## Historique
Elle porte ce nom depuis 1968 en hommage à Paul Marchandeau, en remplacement des rues de Rilly et Émile-Barau.

## Bâtiments remarquables et lieux de mémoire
- Le complexe René-Tys,
- Lycée Marc-Chagall,
- Résidence ARFO pour personnes âgées.

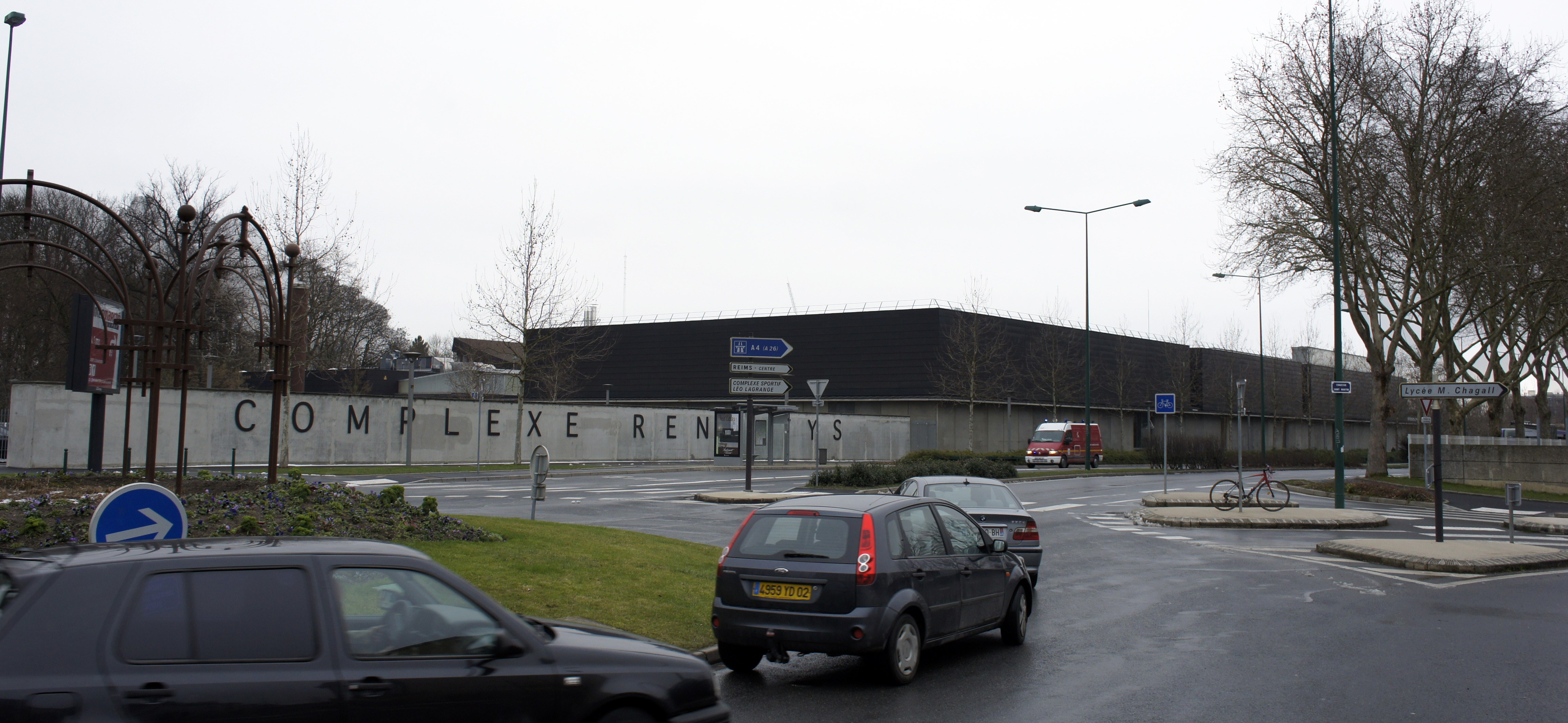
Passant devant René-Tys.